# 쿠라우
쿠라우(포르투갈어: curau)는 또는 칸지카(포르투갈어: canjica)는 브라질의 옥수수 요리이다. 옥수수 알을 갈아서 우유나 코코넛 밀크에 넣고 끓여 만든 달콤한 푸딩 같은 음식으로, 대표적인 페스타 주니나 음식 가운데 하나이며, 따라서 겨울 음식으로 여겨진다.

## 이름
브라질 북동부에서는 "칸지카(canjia)"나 "짐벨레(jimbelê)"라고 부른다. 어원은 킴분두어 "칸지카(kanjika)"이다. 리우데자네이루에서는 지소형인 "칸지키냐(canjiquinha)"로도 불리는데, 수프인 "칸지키냐"와는 다른 음식이다.
남동부에서는 "쿠라우(curau)"라 부르며, "옥수수 쿠라우"라는 뜻의 "쿠라우 지 밀류(curau de milho)"나 "옥수수 죽"이라는 뜻의 "파파 지 밀류(papa de milho)"로도 부른다. 이 지역에서 "칸지카"라 부르는 음식은 북동부에서는 "뭉군자"라 불린다.

## 만들기
신선한 옥수수를 사용해 만든다. 옥수숫대에서 분리한 알을 우유 또는 코코넛밀크와 함께 블렌더에 갈고, 체에 받쳐 내려 껍질을 제거한다. 우유와 코코넛밀크를 함께 쓰기도 하며, 물을 타기도 한다. 설탕을 타서 냄비에서 저으면서 익힌다. 이때 버터를 넣기도 하며, 정향과 계피를 넣기도 한다. 옥수수가 다 익으면 그릇에 담고, 계핏가루를 뿌려 낸다.

## 같이 보기
- 뭉군자
- 아기디